# Thiago Braz da Silva
Thiago Braz da Silva (Marília, 16 de diciembre de 1993) es un atleta brasileño especializado en el salto con pértiga. Campeón olímpico en Río 2016, ostentó el récord olímpico con 6,03 metros cuando fue superado por el sueco Armand Duplantis con una marca de 6,25 metros. También ganó bronce en los Juegos Olímpicos de Tokio 2020 y es subcampeón en el Campeonato Mundial Indoor de 2022.

## Carrera deportiva

### Inicios y campeón Mundial Júnior
Comenzó en el atletismo a los 14 años, entrenando y compitiendo por el Clube dos Bancários de Marília, y luego transferido a la ciudad de Bragança Paulista, meses después ganó el Campeonato Brasileño de Menores y Juvenil, además del Estatal de Menores y el Estatal Juvenil. En su primera competición internacional, en 2009, fue medalla de bronce del Campeonato Sudamericano Juvenil, año en que también fue campeón brasileño juvenil. Desde este año es atleta del Club de Atletismo BM&FBOVESPA. En 2011, a la edad de 17 años, fue vicecampeón del Trofeo Brasil de Atletismo.
Fue campeón del mundo júnior de la especialidad en el Campeonato Mundial Júnior de Atletismo realizado en julio de 2012 en Barcelona, España. Thiago ganó la medalla de oro con la marca de 5,55, nuevo récord brasileño juvenil, la cual consiguió en su primer intento. Fue el primer título mundial júnior de Brasil desde la victoria de Clodoaldo dos Santos en Lisboa en 1994, en la carrera de 20 kilómetros, prueba no existente en la actualidad.

### Carrera profesional
Thiago ha sido entrenado por Vitaly Petrov, el más respetado técnico de salto con pértiga del mundo, que tiene en su currículum el entrenamiento de Serguéi Bubka, Yelena Isinbáyeva y su compatriota Fabiana Murer, esta última amiga y guía del atleta desde que tiene 15 años de edad.
En 2013 obtuvo el primer lugar en el Campeonato Sudamericano de Atletismo de Cartagena de Indias, donde realizó un salto de 5,83 metros, convirtiéndose en el récord sudamericano y brasileño de salto con pértiga en exteriores. En agosto de ese mismo año, con un salto de 5,82 metros —un centímetro menos que su récord sudamericano— superó al campeón mundial Raphael Holzdeppe y ganó la medalla de oro en el Meeting de Leverkusen, en Alemania.
El 24 de junio de 2015 rompió su propio récord sudamericano, con 5,92 metros en Bakú, Azerbaiyán. En febrero de 2016, en el torneo ISTAF Indoor en Berlín, obtuvo una marca de 5,93 metros, logrando nuevo récord bajo techo en brasileño y sudamericano.
En los Juegos Olímpicos de Río de Janeiro 2016 obtuvo medalla de oro, derrotando al francés Renaud Lavillenie, con un salto de 6,03 metros, que se convirtió en el nuevo récord olímpico, sudamericano y brasileño.
Después de un ciclo olímpico mucho más bajo de lo esperado, sin medallas en Campeonatos Mundiales e incluso en Juegos Panamericanos entre 2016 y 2020, Braz participa nuevamente en los Juegos Olímpicos de Verano de Tokio 2020 sin ser el favorito, pero al mismo tiempo, con todos sabiendo el posibilidades del brasileño de volver a ganar una medalla. En las eliminatorias, califica con cierta facilidad, fallando 2 saltos, pero alcanza la marca de 5,75 sin necesitar el tercer y último intento en ninguna marca. En la final, falló un intento en las marcas de 5,70 y 5,80, pero logró pasar la segunda vez; cuando llega a 5,87, marca no tan fácil de superar, la supera en el primer intento, lo que se convierte en crucial para alcanzar la medalla de bronce. A estas alturas de la carrera, Renaud Lavillenie, que competía con lesiones en los dos pies, aún tenía chance de adelantar a Braz y cedió desde 5.87, pasando el listón a 5.92, sin embargo, fracasó en sus intentos y se quedó sin medalla. Esto aseguró a Braz en el podio, ya que solo él, el sueco Armand Duplantis, quien era plusmarquista mundial y favorito al oro, y el estadounidense Chris Nilsen, quien sorpresivamente llegó a 5.97 consiguiendo la plata, quedaron en carrera. Braz falló 3 intentos en el 5.92 y terminó con el bronce. Duplantis logró fácilmente 6,02 y podría haber intentado romper el récord olímpico de Thiago Braz de 6,03, sin embargo, cambió el intento a 6,19, para batir su propio récord mundial de 6,18, pero falló. Braz terminó con su segunda medalla olímpica consecutiva, una hazaña muy rara en el atletismo sudamericano.
En el Campeonato Mundial de Atletismo en Pista Cubierta de 2022 en Belgrado, Serbia, Braz consiguió su primera medalla en Campeonatos Mundiales, una plata obtenida con un salto de 5,95, un nuevo récord sudamericano en Pista Cubierta. El oro fue para el sueco Duplantis, que batió allí el récord mundial con 6,20.
En el Campeonato Mundial de Atletismo de 2022, Braz obtuvo la mejor posición en la historia de Brasil en Campeonatos Mundiales de salto con pértiga, terminando en el 4.º lugar con un salto de 5.87.

## Vida personal
Su madre lo abandonó cuando era pequeño, siendo criado por sus abuelos. Thiago se casó en 2014 con Ana Paula Oliveira, que también es atleta.

## Principales resultados
| Año  | Campeonato                                                | Sede                          | Lugar    | Marca  | Nota                                               |
| ---- | --------------------------------------------------------- | ----------------------------- | -------- | ------ | -------------------------------------------------- |
| 2009 | Campeonato Sudamericano Júnior                            | Sao Paulo, Brasil             | 3.º      | 4,40 m |                                                    |
| 2010 | I Juegos Olímpicos de la Juventud                         | Singapur                      | 2.º      | 5,05 m |                                                    |
| 2010 | Campeonato Sudamericano de la Juventud                    | Medellín, Colombia            | 1.º      | 5,10 m |                                                    |
| 2011 | Campeonato Panamericano Júnior                            | Miramar, Estados Unidos       | 1.º      | 5,20 m |                                                    |
| 2011 | Campeonato Sudamericano Júnior                            | Medellín, Colombia            | 2.º      | 4,85 m |                                                    |
| 2012 | XIV Campeonato Mundial Júnior                             | Barcelona, España             | 10       | 5,55 m |                                                    |
| 2013 | XLVIII Campeonato Sudamericano                            | Cartagena de Indias, Colombia | 1.º      | 5,83 m | JAR                                                |
| 2013 | XIV Campeonato Mundial                                    | Moscú, Rusia                  | 14.º (q) | 5,40 m |                                                    |
| 2013 | Meeting de salto con pértiga                              | Leverkusen, Alemania          | 1.º      | 5,82 m |                                                    |
| 2014 | Campeonato Mundial de Atletismo en Pista Cubierta de 2014 | Sopot, Polonia                | 4.º      | 5,75 m |                                                    |
| 2014 | Juegos Suramericanos de 2014                              | Santiago, Chile               | –        | SM     |                                                    |
| 2015 | Juegos Panamericanos de 2015                              | Toronto, Canadá               | –        | SM     |                                                    |
| 2015 | Street Athletics Baku                                     | Bakú, Azerbaiyán              | 2.º      | 5,92 m |                                                    |
| 2015 | XV Campeonato Mundial de Atletismo                        | Pekín, China                  | 19.º (q) | 5,65 m |                                                    |
| 2016 | ISTAF Indoor 2016                                         | Berlín, Alemania              | 1.º      | 5,93 m | Récord sudamericano (Bajo techo)                   |
| 2016 | Campeonato Mundial de Atletismo en Pista Cubierta de 2016 | Portland, Estados Unidos      | 12.º     | 5,55 m |                                                    |
| 2016 | Juegos Olímpicos de Río de Janeiro 2016                   | Río de Janeiro, Brasil        | 1.º      | 6,03 m | Récord olímpico · Récord sudamericano (Bajo techo) |

JAR = Récord sudamericano júnior